# Vincent Praplan
Vincent Praplan (né le 10 juin 1994 à Sierre) est un joueur professionnel suisse de hockey sur glace. Il évolue au poste d'attaquant.

## Biographie

### Carrière en club
Formé au HC Sierre, il commence sa carrière en senior dans la LNA avec les Kloten Flyers lors de la saison 2012-2013. Il est choisi au deuxième tour en quatre-vingt-douzième position de la sélection européenne 2013 de la Ligue canadienne de hockey par le Battalion de North Bay. Il part alors en Amérique du Nord et évolue une saison dans la Ligue de hockey de l'Ontario. 
Le 2 mars 2018, il signe un contrat avec les Sharks de San José. Il est assigné au Barracuda de San José, club ferme des Sharks dans la Ligue américaine de hockey. Le 22 février 2019, il est échangé aux Panthers de la Floride en retour de considérations futures. Il joue le restant de la saison 2018-2019 avec les Thunderbirds de Springfield dans la LAH. En 2019, il rentre en Suisse et signe au CP Berne. En 2022, après trois saisons avec le club de la capitale, il rejoint Genève. En 2023, le GSHC remporte le championnat de Suisse pour la première fois de son histoire. 

### Carrière internationale
Il représente la Suisse au niveau international. Il prend part aux sélections jeunes.

## Statistiques

### En club
| Saison    | Équipe                      | Ligue |    | Saison régulière | Saison régulière | Saison régulière | Saison régulière | Saison régulière |   | Séries éliminatoires | Séries éliminatoires | Séries éliminatoires | Séries éliminatoires | Séries éliminatoires |
| Saison    | Équipe                      | Ligue | PJ | B                | A                | Pts              | Pun              | PJ               | B | A                    | Pts                  | Pun                  |                      |                      |
| 2012-2013 | Kloten Flyers               | LNA   | 5  | 0                | 0                | 0                | 0                | 3                | 0 | 0                    | 0                    | 0                    |                      |                      |
| 2013-2014 | Battalion de North Bay      | LHO   | 61 | 19               | 34               | 53               | 16               | 21               | 2 | 2                    | 4                    | 6                    |                      |                      |
| 2014-2015 | Kloten Flyers               | LNA   | 46 | 4                | 4                | 8                | 8                | 6                | 0 | 0                    | 0                    | 2                    |                      |                      |
| 2015-2016 | Kloten Flyers               | LNA   | 50 | 18               | 15               | 33               | 4                | 4                | 1 | 1                    | 2                    | 0                    |                      |                      |
| 2016-2017 | Kloten Flyers               | LNA   | 50 | 15               | 27               | 42               | 18               | 6                | 0 | 2                    | 2                    | 2                    |                      |                      |
| 2017-2018 | Kloten Flyers               | LNA   | 47 | 15               | 24               | 39               | 31               | 8                | 1 | 2                    | 3                    | 12                   |                      |                      |
| 2018-2019 | Barracuda de San José       | LAH   | 27 | 4                | 12               | 16               | 14               | -                | - | -                    | -                    | -                    |                      |                      |
| 2018-2019 | Thunderbirds de Springfield | LAH   | 14 | 2                | 5                | 7                | 4                | -                | - | -                    | -                    | -                    |                      |                      |
| 2019-2020 | CP Berne                    | LNA   | 50 | 10               | 18               | 28               | 18               | -                | - | -                    | -                    | -                    |                      |                      |
| 2020-2021 | CP Berne                    | LNA   | 45 | 13               | 14               | 27               | 49               | 9                | 2 | 5                    | 7                    | 10                   |                      |                      |
| 2021-2022 | CP Berne                    | LNA   | 38 | 6                | 14               | 20               | 22               | -                | - | -                    | -                    | -                    |                      |                      |
| 2022-2023 | Genève-Servette HC          | LNA   | 52 | 15               | 21               | 36               | 20               | 15               | 1 | 6                    | 7                    | 4                    |                      |                      |

### En équipe nationale
| Année | Compétition                 |   | PJ | B | A | Pts | Pun | +/-            |  | Résultat |
| 2014  | Championnat du monde junior | 5 | 0  | 1 | 1 | 6   | -1  | Septième place |  |          |
| 2017  | Championnat du monde        | 8 | 4  | 3 | 7 | 2   | +6  | Sixième place  |  |          |
| 2018  | Jeux olympiques             | 4 | 0  | 0 | 0 | 0   | 0   | Dixième place  |  |          |
| 2019  | Championnat du monde        | 7 | 1  | 5 | 6 | 4   | +3  | Huitième place |  |          |
| 2021  | Championnat du monde        | 4 | 0  | 1 | 1 | 0   | +2  | Sixième place  |  |          |